# Formosa (město)
Formosa je hlavní město provincie Formosa v Argentině. Leží v severní části země na hranicích s Paraguayí, od níž ho odděluje stejnojmenná řeka. Při sčítání lidu v roce 2010 mělo město 222 226 obyvatel (bez předměstí). Formosa slouží jako důležitý říční přístav, přes který se vyváží podstatná část regionální produkce, která směřuje přes řeky Paraguay a následně Paraná do ostatních částí státu a do zahraničí. Město bylo založeno v roce 1879.